# 芦塚慎太郎
芦塚 慎太郎（あしづか しんたろう、1982年 - ）は日本の映画監督。熊本県出身。

## 来歴
東放学園専門学校デジタル映画科（現・東放学園映画専門学校）卒業。ドラマ・映画業界に入る。様々な作品で助監督を務めた後、オリジナルビデオ作品やTVドラマを監督。2013年に私立恵比寿中学の鈴木裕乃初主演映画『ジョーカーゲーム 脱出』で劇場監督デビュー。

## 作品

### 映画
- ゆきおんな（2009年）<OV> - 監督、脚本
- 妖女伝説セイレーンXXX～魔性の悦楽～（2010年）<OV> - 監督
- ジョーカーゲーム 脱出（2013年） - 監督
- ハッピーレシピ／The Drama（2014年）<OV> - 監督
- アリスの神隠し（2014年）<OV> - 監督、脚本
- すんドめ（2015年） - 監督
- すんドめ２（2015年） - 監督
- 超・少年探偵団NEO -Beginning-（2019年） - 監督、脚本

### ドラマ
- マメシバ一郎（2011年） - 監督
- マメシバ一郎 フーテンの芝二郎（2012年） - 監督